# 奥古斯丁巷
奥古斯丁巷（德語：Augustinergasse）是瑞士苏黎世的一条中世纪小巷和著名景点，属于该市步行区的一部分。
奥古斯丁巷北到酒广场（Münzplatz）和圣彼得庭院（St. Peterhofstatt）-大教堂庭院。该巷得名于昔日的奥斯定会修道院，现在的圣奥古斯丁堂。

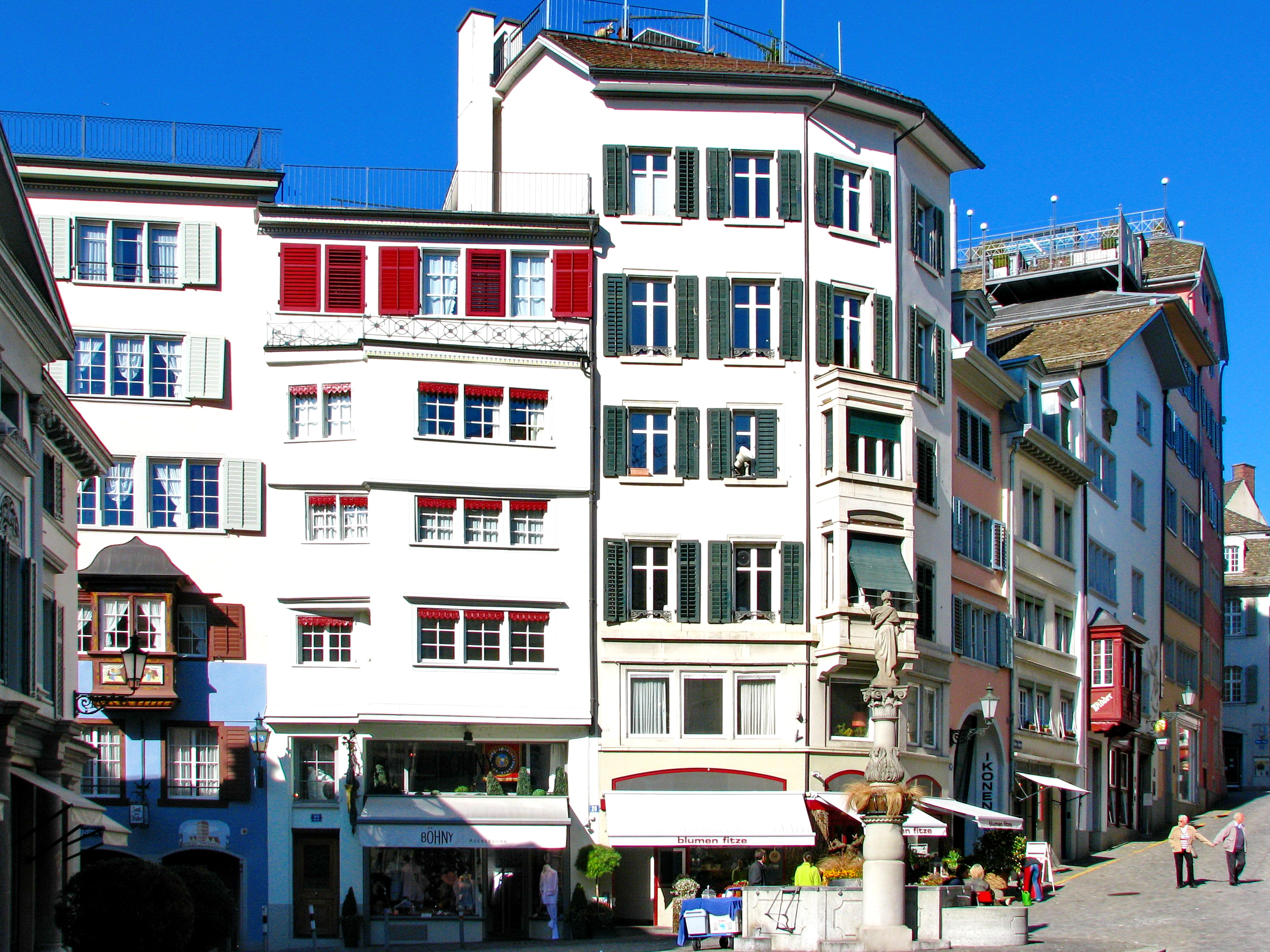
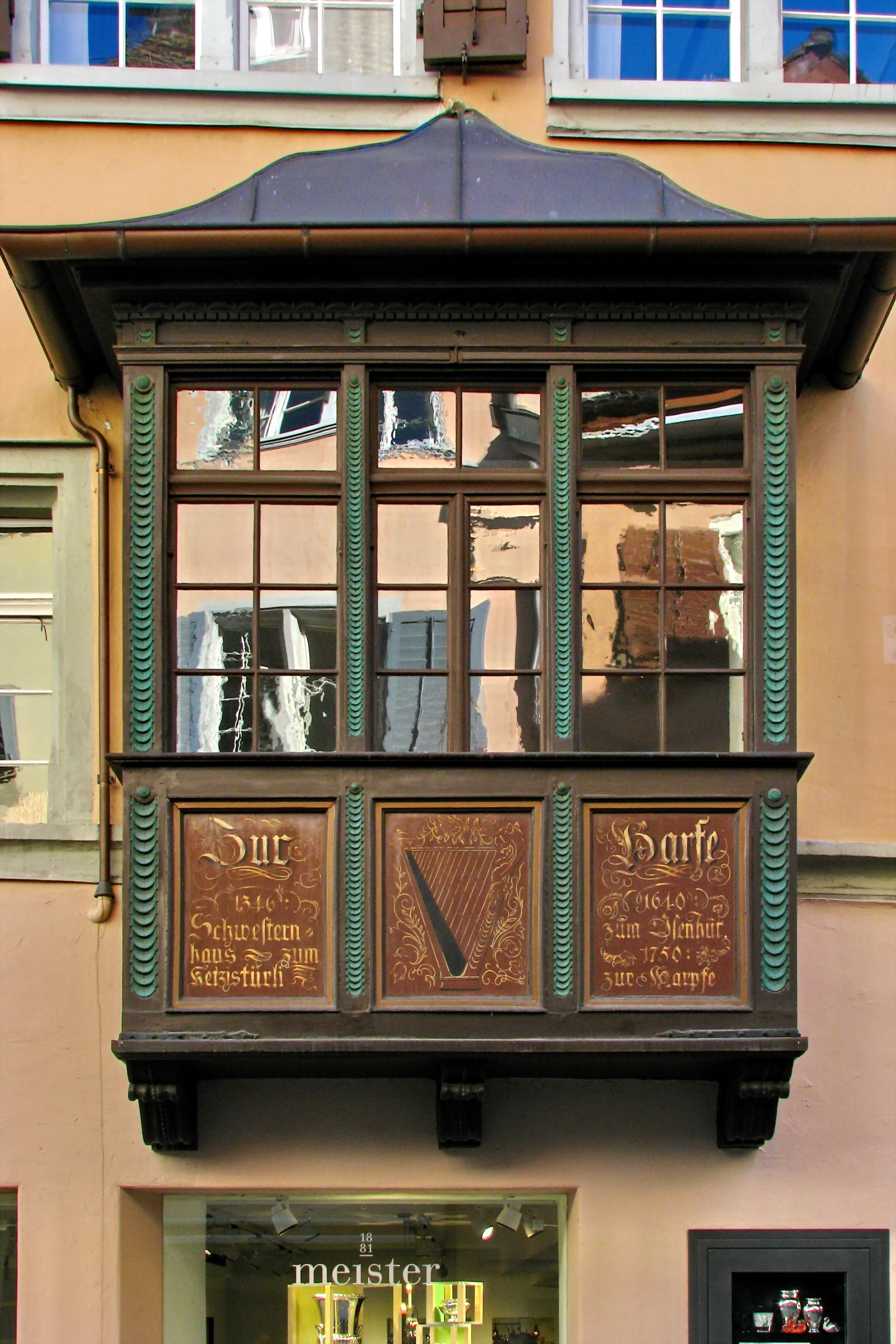
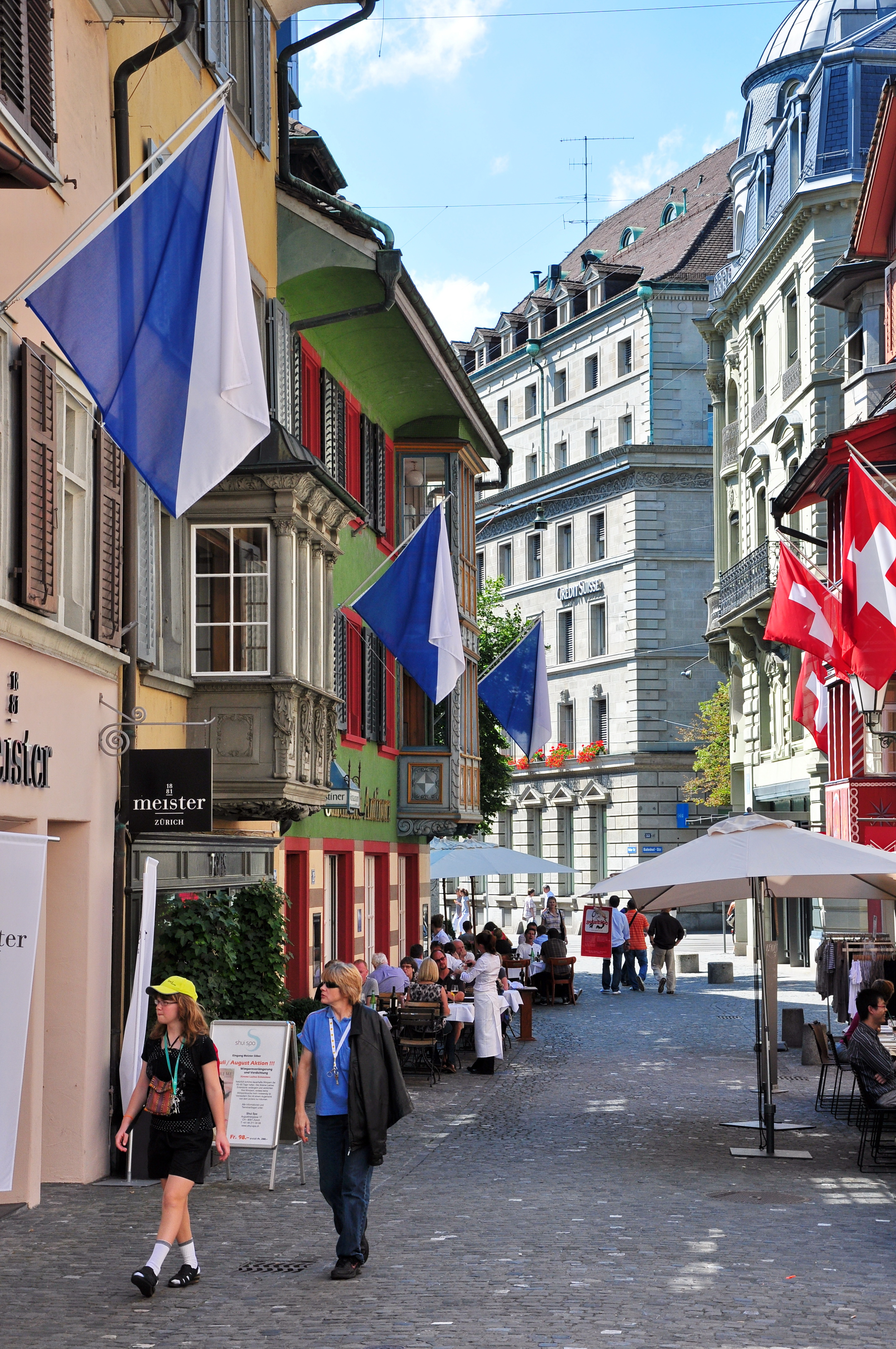
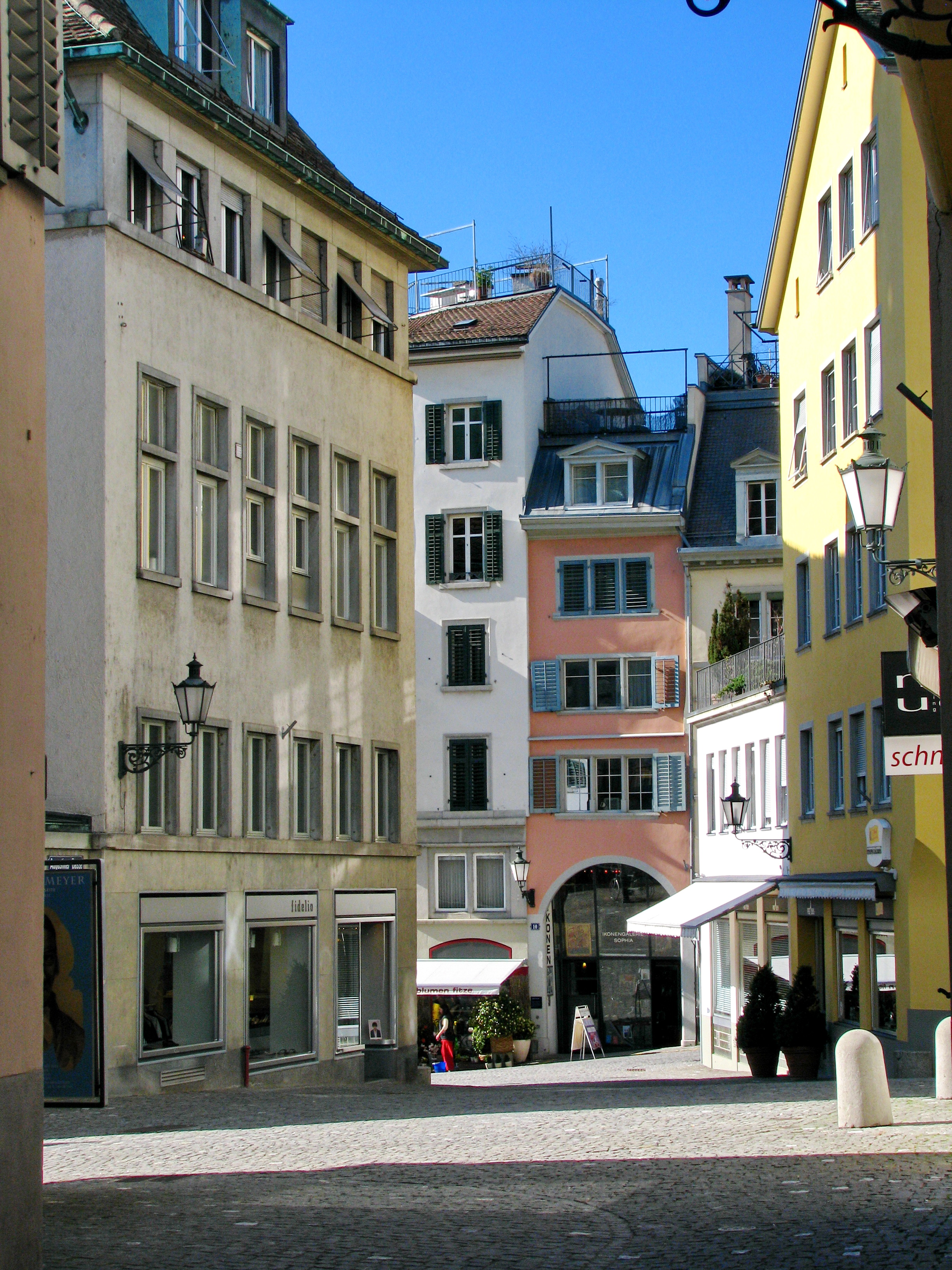
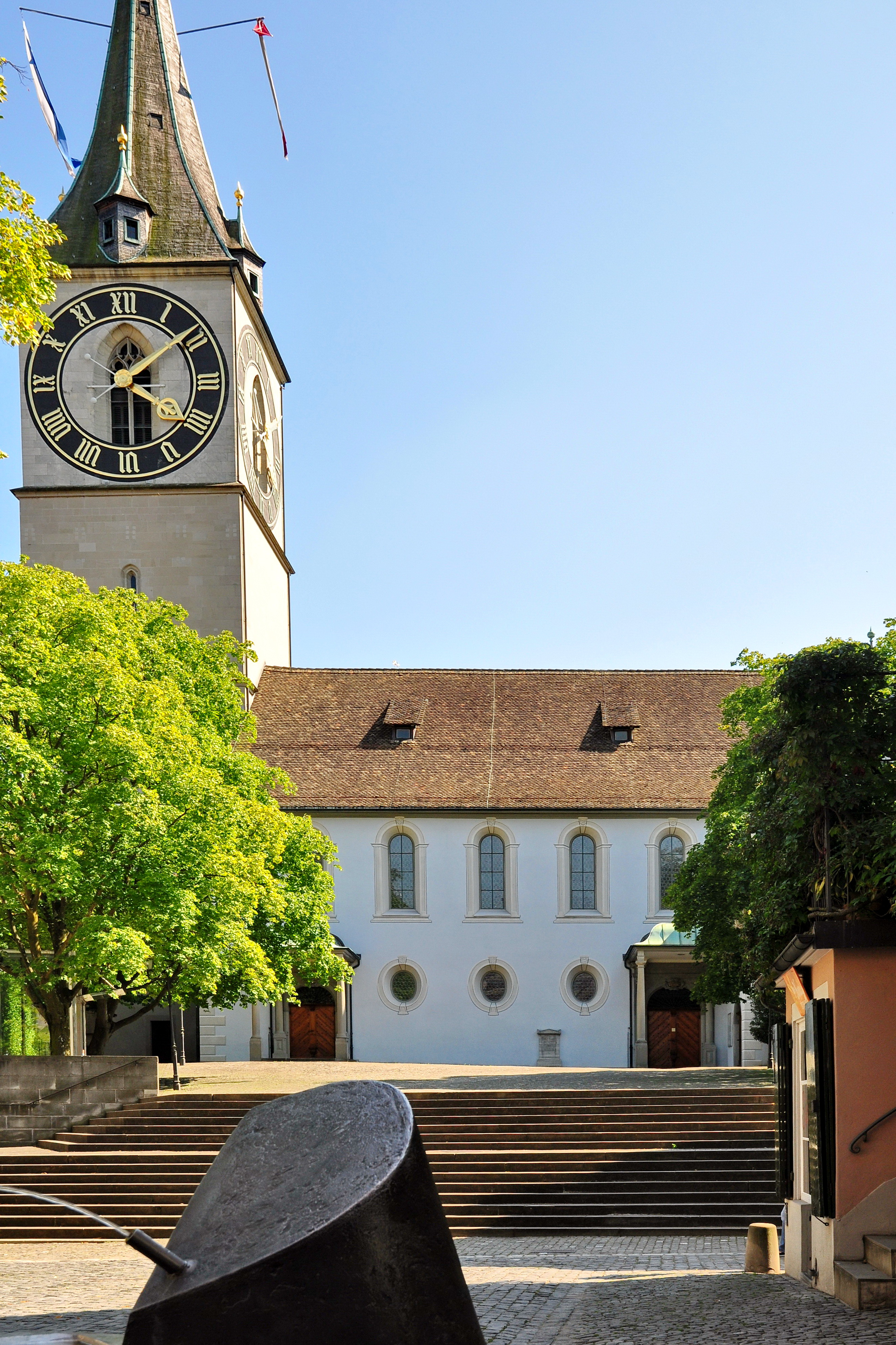
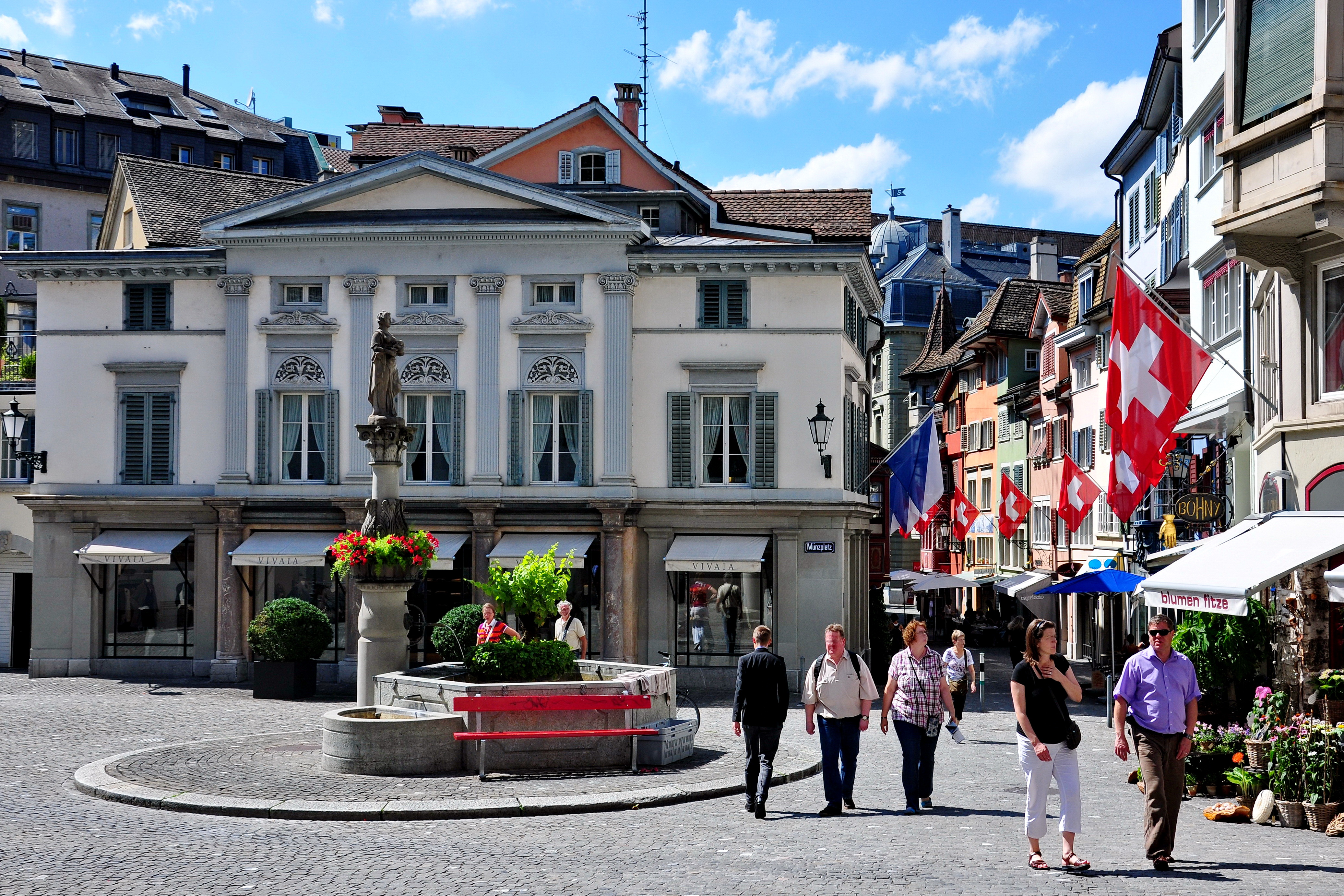
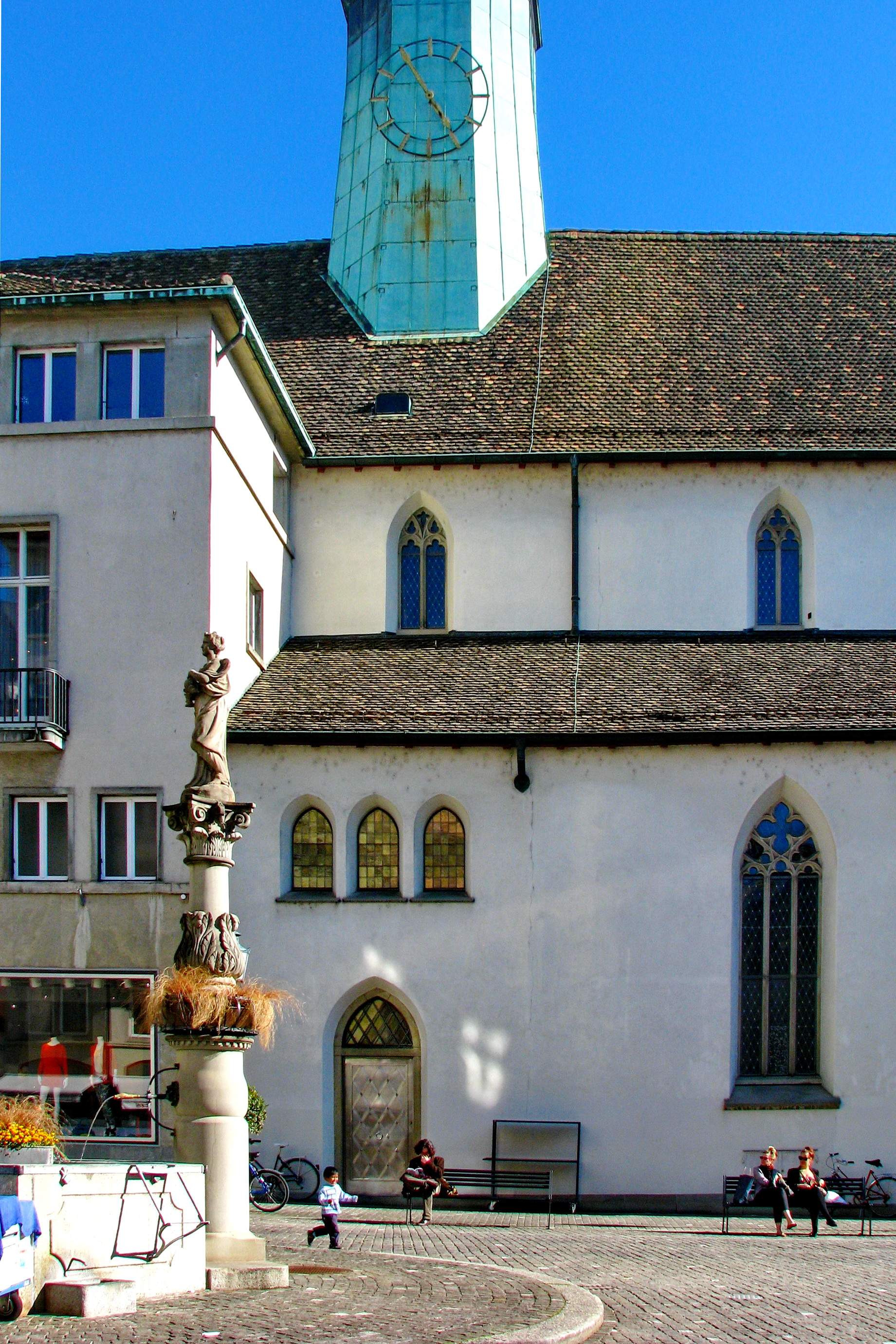
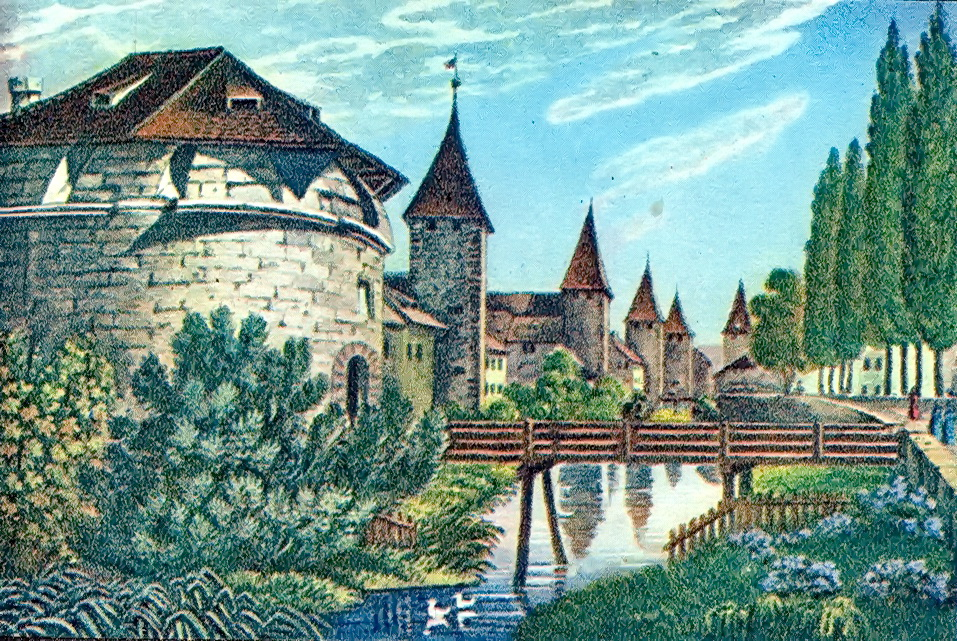